# Carlos Blanco Vila
Carlos Blanco Vila (Villagarcía de Arosa, 2 de enero de 1959) es un actor español.

## Biografía
Es un actor de una amplia trayectoria teatral, también como autor y director. 
Fue presentador de la Radio Galega y ha trabajado en multitud de programas y series de televisión para la TVG, siendo el de Ladislao en la serie Mareas Vivas —donde también ejercía de guionista— el papel que lo dio a conocer en Galicia.
En la TVG también ha ejercido como presentador en distintos espacios, como por ejemplo Somos unha potenzia, en 2006, primer late night show realizado en Galicia.
Fue finalista del Certamen de Monólogos de El Club de la Comedia en 2003. Con espectáculos de este género ha recorrido Galicia. Cabe destacar en este aspecto O país da comedia, que dirigió en 2002 y donde compartía cartel con otros actores gallegos como Mabel Rivera, Santiago Romay, Ernesto Chao y Quico Cadaval.
Comenzó en el cine de la mano de directores como Patricia Ferreira o Antón Reixa, y entre sus películas más destacadas se encuentran El lápiz del carpintero (2003), Heroína (2005), Cargo (2006), o Volver (2006) de Pedro Almodóvar. El personaje principal de la película en stop motion O Apóstolo, está fabricado a su imagen y semejanza y, además, fue el actor quien le puso voz tanto en la versión en gallego como en castellano. En 2018 estuvo nominado a los Premios Mestre Mateo como mejor actor secundario por su papel en Dhogs, premio que ya había ganado en 2005 con Heroína.
Participó en episodios de algunas series de éxito a nivel nacional, y consiguió un papel fijo en Lobos, serie emitida en 2005 que no pudo pasar de la primera temporada. En 2018 interpretó a Laureano Oubiña en Fariña, la exitosa adaptación televisiva del libro homónimo de Nacho Carretero.
Fue miembro activo de la plataforma Nunca Máis, surgida a raíz del desastre del Prestige en el año 2002.
En el año 2018 le fue otorgado el Premio Rebulir da Cultura Galega en la modalidad de Artes Escénicas.

## Filmografía

### Cine
| Año  | Título                   | Personaje  | Dirección         |
| ---- | ------------------------ | ---------- | ----------------- |
| 2016 | Dhogs                    | Ramón      | Andrés Goteira    |
| 2015 | La playa de los ahogados | Hermida    | Gerardo Herrero   |
| 2013 | La Estrella              | Jonás      | Alberto Aranda    |
| 2012 | Tilda&Jean               | Jean 2     | Darío Autrán      |
| 2012 | O Apóstolo               | Ramón      | Fernando Cortizo  |
| 2007 | Una mujer invisible      | Jaime      | Gerardo Herrero   |
| 2007 | Hotel Tívoli             | Carlos II  | Antón Reixa       |
| 2006 | Ecos                     | Rodrigo    | Oriol Paulo       |
| 2006 | Trastorno                |            | Fernando Cámara   |
| 2006 | El partido               | Rodrigo    | Oriol Paulo       |
| 2006 | Volver                   | Emilio     | Pedro Almodóvar   |
| 2006 | Cargo                    | Sasha      | Clive Gordon      |
| 2005 | Heroína                  | Germán     | Gerardo Herrero   |
| 2005 | Para que no me olvides   | Profesor   | Patricia Ferreira |
| 2004 | Delta                    | Richard    | Oriol Ferrer      |
| 2003 | Secuestrados en Georgia  | Periodista | Gustavo Balza     |
| 2003 | El lápiz del carpintero  | Pintor     | Antón Reixa       |
| 2002 | El alquimista impaciente | Sobredo    | Patricia Ferreira |
| 2000 | Sé quién eres            | Casal      | Patricia Ferreira |
| 1994 | A fiestra valdeira       |            | Julio Lago        |

### Cortometrajes
| Año  | Título                         | Personaje | Dirección                  |
| ---- | ------------------------------ | --------- | -------------------------- |
| 2014 | Véndese                        | Carlos    | José Antonio Blanco        |
| 2013 | Mal de sangre                  | Enrique   | Pedro Díaz                 |
| 2012 | Unhas clases do social a tempo | Profesor  | Pablo Cacheda              |
| 2010 | Amistad                        |           |                            |
| 2007 | Temporada 92-93                |           | Alejandro Marzoa           |
| 2005 | Ernesto en 10 minutos          |           | Carolina Castro            |
| 2002 | Hipotálamo                     |           | Fran Estévez y Manuel Pena |

### Televisión
Como actor principal
- Mareas vivas (1998-2002). (65 episodios). TVG. Como Ladislao Couto.
- Lobos (2005). (9 episodios). Antena 3. Como Juez Muller.
- Códice (2014). TVG. Como Juez Casal
- Hospital Real (2015)
- Fariña (2018). Antena 3. Como Laureano Oubiña.
- La unidad (2020) (6 episodios). Movistar+. Como Ramón.
- Los favoritos de Midas (2020) (6 episodios). Netflix. Como Luis.
- El caso Asunta (2024) (6 episodios). Netflix. Como Agente Ríos

Como actor secundario
- Hospital Central (2003). (1 episodio).
- Pratos combinados (1995). TVG.
- A familia Pita (1996). TVG.
- Compañeros (1999). (1 episodio). Antena 3. Como Manuel.
- Hospital Central (2003). (1 episodio). Telecinco. Como Franco Siminiani.
- Código fuego (2003). Antena 3.
- Una nueva vida (2003). Telecinco.
- Los Serrano (2006). Telecinco. Como Padre de Helena.
- Círculo rojo (2003). (3 episodios). Antena 3. Como Carlos Larida.
- La familia Mata (2007). (1 episodio). Antena 3.
- El comisario (2007-2008). (10 episodios). Telecinco. Como el Comisario Santonja.
- Los misterios de Laura (2014). (1 episodio). TVE. Como Hugo.
- Antidisturbios (2020). (1 episodio). Movistar+.
- La casa de papel (2021). (1 episodio). Netflix.

### Como presentador
- Saber e xogar (1985-1987) - TVG
- A reoca (1990). TVG.
- Sitio distinto (1990). TVG.
- Luar (1992). TVG.
- A familia mudanza (1993). TVG.
- Selección galega (1995). TVG.
- Somos unha potenzia (2006). TVG.
- O gran camiño (2007). TVG.

### Teatro (lista parcial)
- The Days Before
- Diversos montajes de Teatro do Aquí, Teatro do Noroeste o del Centro Dramático Galego.
- Directamente Paco II
- A historia/histeria de Lili Brown
- Directamente Paco
- O País da comedia (2002)
- Dillei (2004)
- Humor neghro (2008)
- Africanízate (2009).
- Somos criminais (2018), con Touriñán.
- Unha noite na praia (2019), pieza escrita y dirigida por Javier Veiga.

## Premios y nominaciones

### Premios Mestre Mateo
| Año  | Categoría                                 | Película      | Resultado |
| ---- | ----------------------------------------- | ------------- | --------- |
| 2017 | Mejor interpretación masculina secundaria | Dhogs         | Nominado  |
| 2007 | Mejor comunicador de TV                   | O gran camiño | Nominado  |
| 2005 | Mejor interpretación masculina secundaria | Heroína       | Ganador   |

### Festival de Cine de Alicante
| Año  | Categoría   | Obra (Compañía)      | Resultado |
| ---- | ----------- | -------------------- | --------- |
| 2013 | Mejor actor | Desayuno con diadema | Ganador   |